# カンパニュラ
カンパニュラ (Campanula spp.) は、キキョウ科ホタルブクロ属の、主として地中海沿岸地方に原産する植物から改良された観賞用植物の総称である。本来は、ホタルブクロ属のラテン名（学名）である。

## 名前の由来
ギリシャ神話では、宵の明星ヘスペロスの娘カンパニュールに由来する。黄金のりんごがなる果樹園の見張り番をしていたカンパニュールは、ある日、果樹園に侵入する盗賊を見つけた。カンパニュールは、銀の鈴を打ち鳴らしてドラゴンに助けを求めたが、逆に盗賊に殺されてしまう。花の女神フローラは、カンパニュールの死を憐れみ、銀の鐘の形をした美しい花にその姿を変えたという。
ラテン語の釣り鐘を意味する語句に由来し、花の形が釣り鐘に似ているからである。英語ではbell flowerというが、この英名を持つ植物は十種以上ある。イギリスでは、カンタベリー寺院を目指して行進する、巡礼たちの鳴らした鈴に似ていることから「カンタベリーの鐘」と呼ばれている。
和名のホタルブクロ（蛍袋）は、蛍をつかまえて中に入れるとちょうどいい大きさから名づけられた。別名「風鈴草」「釣鐘草」「提燈花」。いずれも花の形が袋状であることを由来にする。

## 性状
北半球の温帯から冷帯の広い範囲に分布し、全部で300種ほどある。すべて草本で、大半は多年草だが、1，2年草のものも少数ある。草丈は30cmから2mくらい。ロゼット型の根生葉があり、茎につく葉は互生する。葉には様々な形がある。花は晩春から夏にかけて咲くものが多く、総状花序または穂状花序をなし、釣り鐘型の3 - 8cmくらいの花を数輪から数十輪咲かせる。花色は、青や紫または白が多いが、ピンク色のものもある。横向きに咲くものが多いが、受け咲きや下向き咲きのものもある。欧米の園芸辞典には50種以上が掲載されているが、日本で栽培されているのは数種である。

## 栽培種

### リンドウザキカンパニュラC.glomerata
北欧から中央アジア・シベリアに広く分布する多年草。草丈50cmくらい。花は5月から9月に咲く。変種　Campanula glomerata var. glomerata はハナヤツシロソウという。

### フウリンソウ（風鈴草）C.medium
この仲間では最もポピュラーな植物。草丈2mくらいになる二年草だが、秋まきで翌春開花する一年草に改良された品種もある。花色には青紫・藤色・ピンク・白などがあり、上手に育てると、花径10cm近い花が数十輪咲く。標準和名は「フウリンソウ」だが、園芸上は「ツリガネソウ（釣鐘草）」と呼ぶことが多い。

### モモバギキョウ（桃葉桔梗）C.persicifolia
草丈30 - 50cmの多年草。葉の先が3裂して桃の葉に似ているので、この和名がある。花色は明るいものが多く、八重咲きの品種もある。

### オトメギキョウ（乙女桔梗）C.portenschlagiana
初夏に花を咲かせる常緑性の小型多年草。花は4月から5月に咲く。草丈は10～15cmほどで、小さな濃い緑色の葉を多数つけ、茎は根元から密に枝分かれして直径30～40cmほどのクッション状の茂みになる。それぞれの枝先に1～数輪の花をつける。

## ギャラリー

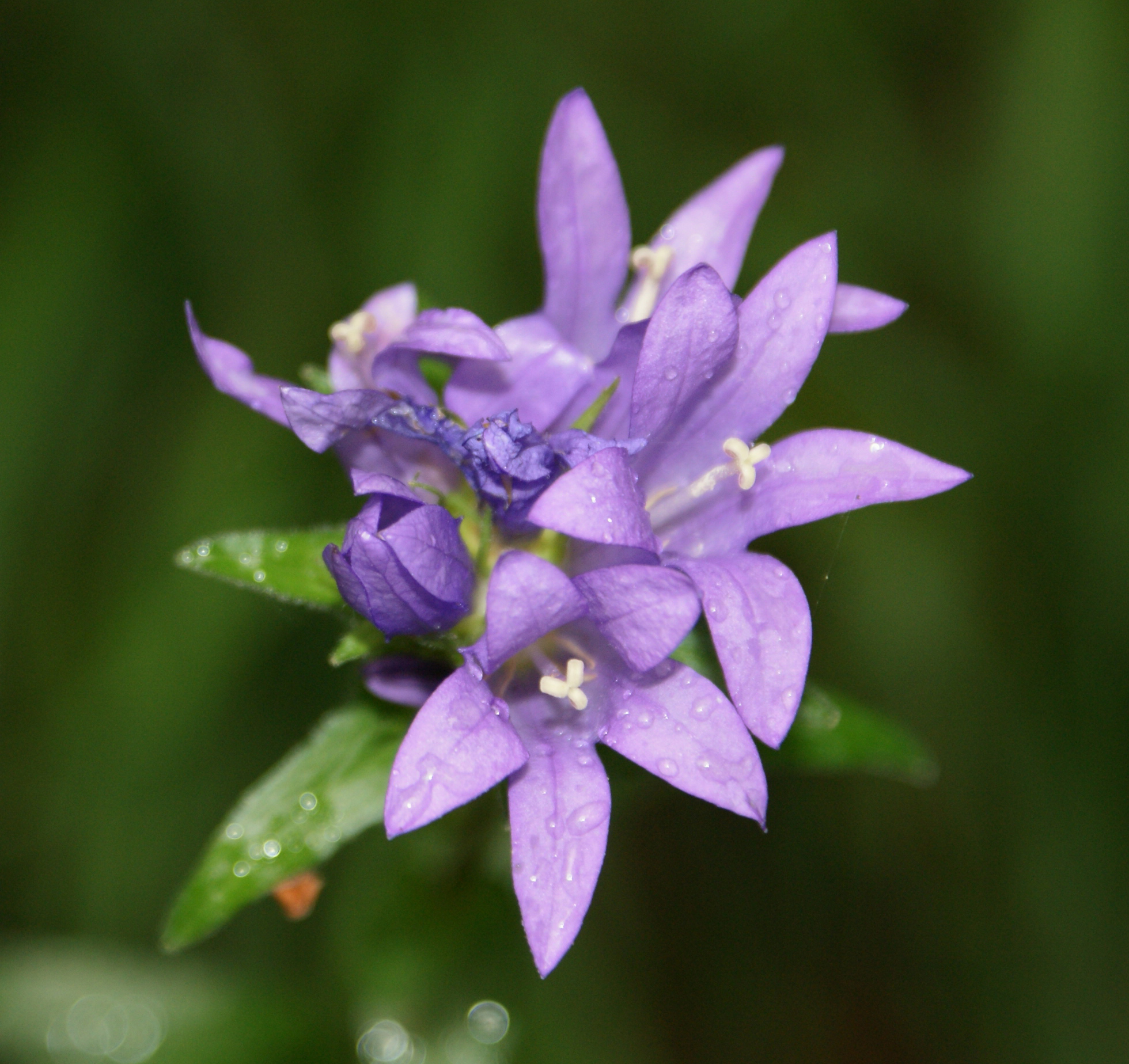
リンドウザキカンパニュラ
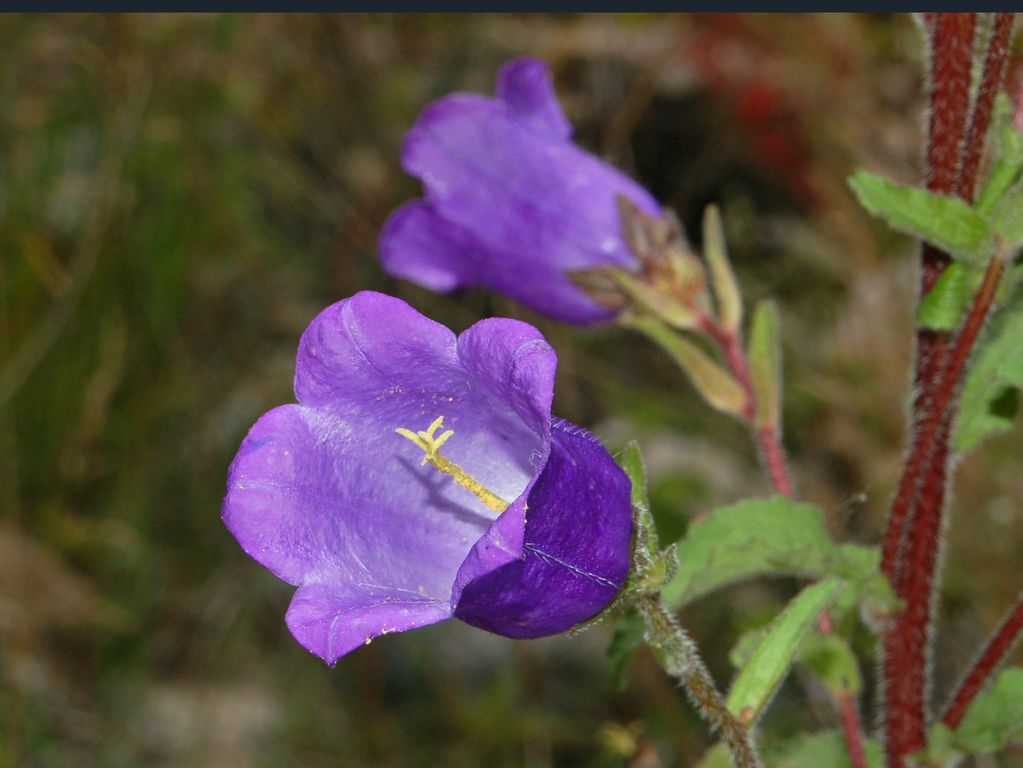
フウリンソウ
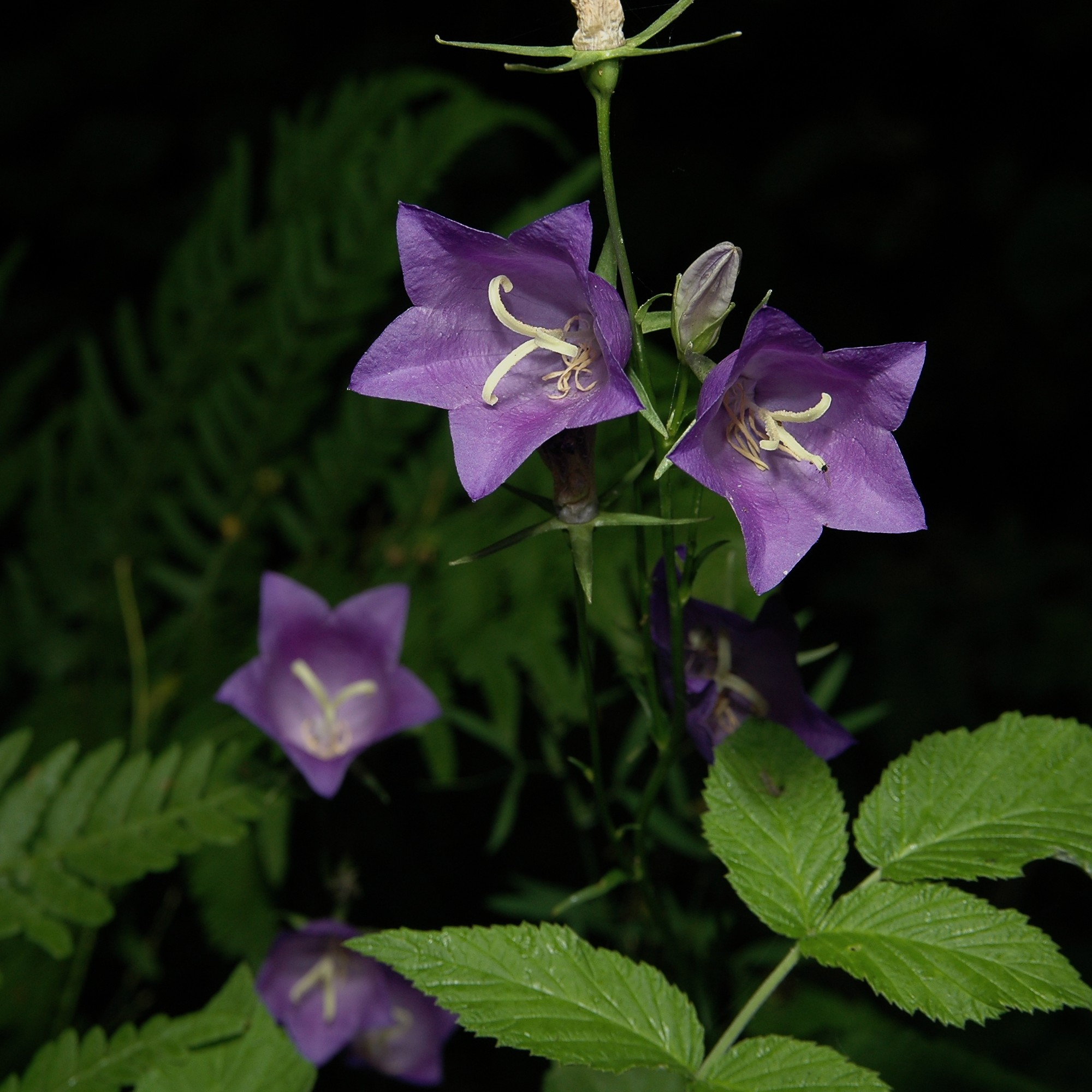
モモバギキョウ

## 栽培
園芸店で良くタネが売られている植物であるが、夏の高温多湿に弱く、東京より暖かい地方では栽培しにくい。繁殖は実生で行い、種まきは4月か9月がよい。何よりも水はけの良いところで栽培する必要がある。